# Concílio Metodista Mundial

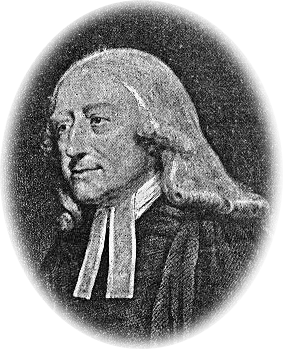
John Wesley, um dos fundadores do Metodismo.

O Concílio Metodista Mundial ou Conselho Metodista Mundial (CMM) - em inglês World Methodist Council - é uma organização ecumênica internacional, que reúne denominações metodistas de todo o mundo.
A organização trabalha em diálogos ecumênicos com a Igreja Católica Romana, Comunhão Anglicana, Federação Mundial Luterana, Exército de Salvação e a Comunhão Mundial das Igrejas Reformadas.
O CMM afirma, desde 2018, que suas igrejas membros representam cerca de 80 milhões de pessoas. Todavia, segundo estatísticas divulgadas pela própria CMM em 2014, e diversas fontes independentes, o número de metodistas em todo o mundo não supera 40 milhões de pessoas.
Portanto, a CMM é a oitava maior comunhão cristã global, atrás da Igreja Católica Romana, da Igreja Ortodoxa, da Comunhão Anglicana, da Comunhão Mundial das Igrejas Reformadas, da Fraternidade Mundial das Assembleias de Deus, da Federação Luterana Mundial,  Igrejas ortodoxas orientais, e da Aliança Batista Mundial.

## Membros
Em 2016, a Conselho Metodista Mundial eram formada por 80 denominações membros:
Em 2024, a Igreja Metodista União da Tailândia foi recebida como a 81ª denominação membro.
| País                                                   | Sub-família denominacional                                                                         | Denominação | Número de membros | Ano       |
| ------------------------------------------------------ | -------------------------------------------------------------------------------------------------- | --- | ----------------- | --------- |
| Internacional                                          | Metodista                                                                                          | Igreja Metodista Unida - Conferência da África Central - Conferência Central da Europa Central e Meridional - Conferência Central do Congo - Conferência Central da Alemanha - Conferência Central do Norte da Europa - Conferência Central das Filipinas - Conferência Central da África Ocidental - Conferências dos EUA - Conferência da Libéria | 9.087.322         | 2022-2023 |
| Internacional                                          | Metodista                                                                                          | Igreja do Nazareno | 2.666.845         | 2021      |
| Internacional                                          | Metodista                                                                                          | Igreja Episcopal Metodista Africana de Sião | 1.432.795         | 2014      |
| Internacional                                          | Metodista                                                                                          | Igreja Wesleyana | 140.954           | 2017      |
| Internacional                                          | Metodista                                                                                          | Igreja Metodista Livre | 1.547.820         | 2018      |
| Internacional                                          | Metodista                                                                                          | Igreja Metodista Episcopal Africana | 2.500.000         | 2014      |
| África do Sul, Lesoto, Essuatíni, Moçambique e Namíbia | Metodista                                                                                          | Igreja Metodista da África Austral | 2.600.000         | 2014      |
| Argentina                                              | Metodista                                                                                          | Igreja Evangélica Metodista na Argentina | 5.599             | 2017      |
| Austrália                                              | Metodista                                                                                          | Igreja Metodista Chinesa na Austrália | 3.588             | 2014      |
| Austrália                                              | Metodista                                                                                          | Igreja Metodista Wesleyana na Austrália | 2.452             | 2014      |
| Austrália                                              | Igrejas Unidas (Presbiterianos, Metodistas e Congregacionais)                                      | Igreja Unida na Austrália | 243.000           | 2018      |
| Bahamas                                                | Metodista                                                                                          | Conferência das Bahamas da Igreja Metodista | 1.900             | 2014      |
| Bangladesh                                             | Metodista                                                                                          | Igreja Metodista do Bangladesh | 18.201            | 2014      |
| Bélgica                                                | Igrejas Unidas (Reformados continentais e Metodista)                                               | Igreja Protestante Unida da Bélgica | 3.401             | 2014      |
| Benin                                                  | Metodista                                                                                          | Igreja Metodista Protestante do Benim | 90.000            | 2014      |
| Bolívia                                                | Metodista                                                                                          | Igreja Evangélica Metodista na Bolívia | 9.053             | 2014      |
| Brasil                                                 | Metodista                                                                                          | Igreja Metodista do Brasil | 262.449           | 2022      |
| Canadá                                                 | Igrejas Unidas (Presbiterianos, Congregacionais e Metodistas)                                      | Igreja Unida do Canadá | 325.315           | 2023      |
| Caribe                                                 | Metodista                                                                                          | Igreja Metodista no Caribe e na América | 62.120            | 2014      |
| Chile                                                  | Metodista                                                                                          | Igreja Metodista no Chile | 9.882             | 2014      |
| China (República Popular da China)                     | Igrejas Unidas (Presbiterianos, Congregacionais, Batistas e Metodistas)                            | Conselho da Igreja de Cristo de Hong Kong na China | 35.000            | 2014      |
| China (República Popular da China)                     | Metodista                                                                                          | Igreja Metodista, Hong Kong | 12.000            | 2014      |
| Colômbia                                               | Metodista                                                                                          | Igreja Metodista Colombiana | 1.000             | 2014      |
| Coreia do Sul                                          | Metodista                                                                                          | Igreja Metodista Coreana | 1.133.837         | 2023      |
| Costa Rica                                             | Metodista                                                                                          | Igreja Evangélica Metodista na Costa Rica | 16.000            | 2014      |
| Cuba                                                   | Metodista                                                                                          | Igreja Metodista em Cuba | 33.000            | 2014      |
| Congo (República Democrática do Congo)                 | Metodista                                                                                          | Igreja Metodista Livre da República Democrática do Congo | 151.695           | 2014      |
| República Dominicana                                   | Metodista                                                                                          | Igreja Evangélica da República Dominicana | 10.000            | 2014      |
| Equador                                                | Igrejas Unidas (Presbiterianos e Metodistas)                                                       | Igreja Evangélica Unida do Equador | 1.500             | 2014      |
| Espanha                                                | Igrejas Unidas (Presbiterianos, Congregacionais, Valdenses, Metodistas e Luteranos)                | Igreja Evangélica Espanhola | 3.000             | 2014      |
| Estados Unidos da América                              | Metodista                                                                                          | Igreja Episcopal Metodista Cristã | 858.670           | 2014      |
| Fiji                                                   | Metodista                                                                                          | Igreja Metodista nas Fiji | 212.860           | 2014      |
| Filipinas                                              | Metodista                                                                                          | Igreja Evangélica Metodista nas Ilhas Filipinas | 27.793            | 2020      |
| Filipinas                                              | Igrejas Unidas (Presbiterianos, Batista, Discípulos de Cristo e Metodista)                         | Igreja Unida de Cristo nas Filipinas | 470.792           | 2020      |
| Gâmbia                                                 | Metodista                                                                                          | Igreja Metodista Gâmbia | 2.000             | 2014      |
| Gana                                                   | Metodista                                                                                          | Igreja Metodista do Gana | 634.689           | 2014      |
| Índia                                                  | Metodista                                                                                          | Igreja Metodista na Índia | 648.000           | 2014      |
| Índia                                                  | Igrejas Unidas (Presbiterianos, Anglicanos, Metodistas e Discípulos de Cristo)                     | Igreja do Norte da Índia | 2.200.000         | 2023      |
| Índia                                                  | Igrejas Unidas (Presbiterianos, Congregacionais, Reformados continentais, Anglicanos e Metodistas) | Igreja do Sul da Índia | 4.500.000         | 2022      |
| Indonésia                                              | Metodista                                                                                          | Igreja Metodista na Indonésia | 119.000           | 2014      |
| Irlanda                                                | Metodista                                                                                          | Igreja Metodista na Irlanda | 15.000            | 2014      |
| Itália                                                 | Metodista                                                                                          | Igrejas Evangélicas Metodistas em Itália | 4.000             | 2014      |
| Quênia                                                 | Metodista                                                                                          | Igreja Metodista no Quénia | 450.000           | 2014      |
| Malásia                                                | Metodista                                                                                          | Igreja Metodista na Malásia | 97.197            | 2014      |
| México                                                 | Metodista                                                                                          | Igreja Metodista do México | 40.000            | 2014      |
| Myanmar                                                | Metodista                                                                                          | Igreja Metodista de Myanmar (inferior) | 2.300             | 2014      |
| Myanmar                                                | Metodista                                                                                          | Igreja Metodista de Myanmar (superior) | 27.543            | 2014      |
| Nepal                                                  | Metodista                                                                                          | Igreja Metodista do Nepal | 264               | 2014      |
| Nigéria                                                | Metodista                                                                                          | Igreja Metodista da Nigéria | 2.000.000         | 2014      |
| Nova Zelândia                                          | Metodista                                                                                          | Igreja Metodista da Nova Zelândia | 14.736            | 2014      |
| Nova Zelândia                                          | Metodista                                                                                          | Igreja Metodista Wesleyana da Nova Zelândia | 794               | 2014      |
| Paquistão                                              | Igrejas Unidas (Presbiterianos, Metodistas, Luteranos e Anglicanos)                                | Igreja do Paquistão | 500.000           | 2014      |
| Panamá                                                 | Metodista                                                                                          | Igreja Evangélica Metodista do Panamá | 1.300             | 2014      |
| Paraguai                                               | Metodista                                                                                          | Comunidade Evangélica Metodista do Paraguai | 1.025             | 2014      |
| Peru                                                   | Metodista                                                                                          | Igreja Metodista do Peru | 32.000            | 2014      |
| Portugal                                               | Metodista                                                                                          | Igreja Evangélica Metodista Portuguesa | 1.200             | 2014      |
| Porto Rico                                             | Metodista                                                                                          | Igreja Metodista de Porto Rico | 12.000            | 2014      |
| Reino Unido                                            | Metodista                                                                                          | Igreja Metodista na Grã-Bretanha | 136.891           | 2022      |
| Ruanda                                                 | Metodista                                                                                          | Igreja Metodista Livre do Ruanda | 108.559           | 2014      |
| Samoa                                                  | Metodista                                                                                          | Igreja Metodista de Samoa | 35.983            | 2014      |
| Serra Leoa                                             | Metodista                                                                                          | Igreja Metodista de Serra Leoa | 50.000            | 2014      |
| Serra Leoa                                             | Metodista                                                                                          | Igreja Metodista da África Ocidental em Serra Leoa | 4.000             | 2014      |
| Singapura                                              | Metodista                                                                                          | Igreja Metodista em Singapura | 38.000            | 2014      |
| Sri Lanka                                              | Metodista                                                                                          | Igreja Metodista do Sri Lanka | 25.000            | 2014      |
| Suécia                                                 | Igrejas Unidas (Batistas, Petistas e Metodista)                                                    | Igreja Unida na Suécia | 58.569            | 2021      |
| Tailândia                                              | Metodista                                                                                          | Igreja Metodista da União da Tailândia | 3.000             | 2024      |
| Taiwan (República da China)                            | Metodista                                                                                          | Igreja Metodista na República da China | 4.500             | 2014      |
| Tanzânia                                               | Metodista                                                                                          | Igreja Metodista da Tanzânia | 3.681             | 2014      |
| Togo                                                   | Metodista                                                                                          | Igreja Metodista do Togo | 75.000            | 2014      |
| Tonga                                                  | Metodista                                                                                          | Igreja Wesleyana Livre | 38.692            | 2014      |
| Zâmbia                                                 | Igrejas Unidas (Presbiterianos e Metodistas)                                                       | Igreja Unida da Zâmbia | 4.000.000         | 2024      |
| Zimbábue                                               | Metodista                                                                                          | Igreja Metodista do Zimbábue | 111.723           | 2014      |
| Zimbábue                                               | Metodista                                                                                          | Igreja Metodista Africana do Zimbábue | 12.000            | 2014      |
| Global                                                 | Sub-total                                                                                          | Metodistas | 27.452.620        | 2014-2025 |
| Global                                                 | Sub-total                                                                                          | Igrejas Unidas | 12.340.577        | 2014-2025 |
| Global                                                 | Total                                                                                              | Conselho Metodista Mundial | 39.793.197        | 2014-2025 |

### Perfil dos membros
Sub-famílias denominacionais no Concílio Metodista Mundial
O CMM é composto por cerca de 80 denominações membros. 
Em 2014 foi estimado que juntas, as denominações membros tinham cerca de 39.745.196 membros e 51.286.152 aderentes.
Conforme estatísticas mais atualizadas disponíveis, entre as denominações membros, a Igreja Metodista Unida representa 22,84% dos membros individuais, as outras igrejas metodistas são 46,15% e as igrejas unidas representam 31,01% dos membros individuais.
No entanto, algumas das maiores denominações membros da CMM enfrentam um rápido declínio no número de membros entre 2000 e 2024.
Em 2018, a CMM divulgou a informação de que suas 80 denominações membros representavam 80 milhões de pessoas em todo o mundo. Estes números incluiriam supostamente cerca de 60 milhões de membros e 20 milhões de adeptos.
Todavia, os números de 2018 contradizem todas as estatísticas independentes, baseadas em censos nacionais, bem como a soma das estatísticas divulgadas pelas próprias igrejas metodistas e unidas membros. Segundo diversas fontes independentes, as igrejas metodistas somam cerca de 40 milhões de membros em todo o mundo.
Um relatório de 2011, do Pew Forum on Religious e Vida Pública estimou que os membros de igrejas metodistas (excluindo as igrejas unidas) representam 3,5% dos cerca de 801 milhões de protestantes no mundo, ou cerca de 27.234.000 de pessoas.
De acordo com o Global Christianity: A Guide to the World’s Largest Religion from Afghanistan to Zimbabwe, em 2020, havia 31.683.000 de metodistas no mundo (não incluindo as igrejas unidas), correspondendo a 0,4% da população global e 14.706.000 membros do Movimento de Santidade (0,2% da população mundial), sendo, no total, 46.389.000 de membros do Metodismo e Movimento de Santidade, ou 0,6% da população global.
O CMM não representa todos os metodistas do mundo e as igrejas unidas da organização totalizam apenas 12,3 milhões de membros, de acordo com suas próprias estatísticas denominacionais.
Portanto, as estatísticas do CMM de 2014 são consideradas mais confiáveis, se comparadas às fontes independentes.